# 阿什维尼·蓬纳帕
阿什维尼·蓬纳帕（卡纳达语：ಅಶ್ವಿನಿ ಪೊನ್ನಪ್ಪ，1989年9月18日—），全名阿什维尼·蓬纳帕·马奇曼达，印度女子羽毛球運動員，專長雙打項目。她曾与瓦拉·古塔赢得亞洲羽毛球錦標賽女双季军。

## 簡歷
2010年11月，阿什维尼·蓬纳帕代表印度出戰廣州亞運會，參加羽毛球比賽的女子雙打及女子團體項目。
2011年8月，她夥拍瓦拉·古塔參加倫敦舉行的世界羽毛球錦標賽女子雙打比賽，突破個人最佳成績進入準決賽，最終負於賽事5号种子中國的田卿/赵芸蕾。
2013年8月，阿什维尼·蓬纳帕參加中國廣州舉行的世界羽毛球錦標賽，在比賽首日，她先與塔伦·科纳出戰混合雙打項目，首圈就以1比2（18-21、21-12、19-21）負於日本的橋本博且/前田美順出局；後再與普拉迪亚·加德雷出戰女子雙打項目，也在首圈就以1比2（23-21、18-21、17-21）不敵丹麥的莱恩·丹穆凯尔·克鲁斯/马丽恩·罗布克出局，完成所有賽事。

## 主要比賽成績
只列出曾進入準決賽的國際賽事成績：
| 年份   | 賽事                     | 公開賽級別 | 項目     | 拍檔                  | 成績   |
| ------ | ------------------------ | ---------- | -------- | --------------------- | ------ |
| 2010年 | 印度羽毛球黃金大獎賽     | 黃金大獎賽 | 女子雙打 | 瓦拉·古塔             | 亞軍   |
| 2010年 | 印度羽毛球大獎賽         | 大獎賽     | 混合雙打 | 塔伦·科纳             | 準決賽 |
| 2013年 | 印度羽毛球國際挑戰賽     | 國際挑戰賽 | 女子雙打 | 瓦拉·古塔             | 亞軍   |
| 2013年 | 印度羽毛球國際挑戰賽     | 國際挑戰賽 | 混合雙打 | 塔伦·科纳             | 亞軍   |
| 2014年 | 亞洲羽毛球錦標賽         | 其他       | 女子雙打 | 瓦拉·古塔             | 準決賽 |
| 2014年 | 優霸盃                   | 其他       | 女子團體 | －                    | 準決賽 |
| 2014年 | 英聯邦運動會羽毛球比賽   | 其他       | 女子雙打 | 瓦拉·古塔             | 銀牌   |
| 2014年 | 亞洲運動會羽毛球比賽     | 其他       | 女子團體 | －                    | 季軍   |
| 2015年 | 印度羽毛球黃金大獎賽     | 黃金大獎賽 | 女子雙打 | 瓦拉·古塔             | 準決賽 |
| 2015年 | 美國羽毛球黃金大獎賽     | 黃金大獎賽 | 女子雙打 | 瓦拉·古塔             | 準決賽 |
| 2015年 | 加拿大羽毛球大獎賽       | 大獎賽     | 女子雙打 | 瓦拉·古塔             | 冠軍   |
| 2016年 | 印度羽毛球黃金大獎賽     | 黃金大獎賽 | 女子雙打 | 瓦拉·古塔             | 準決賽 |
| 2016年 | 優霸盃                   | 其他       | 女子團體 | －                    | 季軍   |
| 2016年 | 威爾斯羽毛球國際賽       | 國際挑戰賽 | 女子雙打 | 斯基·雷迪             | 亞軍   |
| 2016年 | 愛爾蘭羽毛球公開賽       | 國際挑戰賽 | 女子雙打 | 斯基·雷迪             | 準決賽 |
| 2017年 | 印度羽毛球黃金大獎賽     | 黃金大獎賽 | 女子雙打 | 斯基·雷迪             | 亞軍   |
| 2017年 | 印度羽毛球黃金大獎賽     | 黃金大獎賽 | 混合雙打 | 苏密特·雷迪           | 亞軍   |
| 2017年 | 荷蘭羽毛球大獎賽         | 大獎賽     | 混合雙打 | 萨维克赛拉吉·兰基雷迪 | 準決賽 |
| 2018年 | 英聯邦運動會羽毛球比賽   | 其他       | 混合團體 | －                    | 金牌   |
| 2018年 | 英聯邦運動會羽毛球比賽   | 其他       | 女子雙打 | 斯基·雷迪             | 銅牌   |
| 2018年 | 英聯邦運動會羽毛球比賽   | 其他       | 混合雙打 | 萨维克赛拉吉·兰基雷迪 | 第四名 |
| 2018年 | 西德·莫迪羽毛球國際賽    | 超級300賽  | 女子雙打 | 斯基·雷迪             | 亞軍   |
| 2018年 | 西德·莫迪羽毛球國際賽    | 超級300賽  | 混合雙打 | 萨维克赛拉吉·兰基雷迪 | 準決賽 |
| 2019年 | 海得拉巴羽毛球公開賽     | 超級100賽  | 女子雙打 | 斯基·雷迪             | 亞軍   |
| 2019年 | 馬爾代夫羽毛球國際挑戰賽 | 國際挑戰賽 | 女子雙打 | 斯基·雷迪             | 亞軍   |
| 2020年 | TOYOTA泰國羽毛球公開賽   | 超級1000賽 | 混合雙打 | 萨维克赛拉吉·兰基雷迪 | 準決賽 |
| 2021年 | 奧爾良羽毛球大師賽       | 超級100賽  | 女子雙打 | 斯基·雷迪             | 準決賽 |
| 2021年 | 奧爾良羽毛球大師賽       | 超級100賽  | 混合雙打 | 杜鲁夫·卡皮拉         | 準決賽 |
| 2021年 | 丹麥羽毛球大師賽         | 國際挑戰賽 | 女子雙打 | 斯基·雷迪             | 亞軍   |
| 2022年 | 英聯邦運動會羽毛球比賽   | 其他       | 混合團體 | －                    | 銀牌   |
| 2022年 | 印度羽毛球國際挑戰賽     | 國際挑戰賽 | 混合雙打 | 赛·普拉蒂克·K         | 冠軍   |
| 2023年 | 南特羽毛球國際挑戰賽     | 國際挑戰賽 | 女子雙打 | 塔尼莎·克拉斯托       | 冠軍   |
| 2023年 | 印尼棉蘭羽毛球大師賽     | 超級100賽  | 女子雙打 | 塔尼莎·克拉斯托       | 準決賽 |
| 2023年 | 阿布達比羽毛球大師賽     | 超級100賽  | 女子雙打 | 塔尼莎·克拉斯托       | 冠軍   |
| 2023年 | 賽義德·莫迪羽毛球國際賽  | 超級300賽  | 女子雙打 | 塔尼莎·克拉斯托       | 亞軍   |
| 2023年 | 古瓦哈蒂羽毛球大師賽     | 超級100賽  | 女子雙打 | 塔尼莎·克拉斯托       | 冠軍   |
| 2023年 | 奧迪沙羽毛球大師賽       | 超級100賽  | 女子雙打 | 塔尼莎·克拉斯托       | 亞軍   |
| 2024年 | 亞洲羽毛球團體錦標賽     | 其他       | 女子團體 | －                    | 冠軍   |
| 2024年 | 泰國羽毛球公開賽         | 超級500賽  | 女子雙打 | 塔尼莎·克拉斯托       | 準決賽 |
| 2024年 | 賽義德·莫迪羽毛球國際賽  | 超級300賽  | 女子雙打 | 塔尼莎·克拉斯托       | 準決賽 |
| 2024年 | 古瓦哈蒂羽毛球大師賽     | 超級100賽  | 女子雙打 | 塔尼莎·克拉斯托       | 冠軍   |

| 2007-2017年 | 首要超級賽 | 超級賽 | 黃金大獎賽 | 大獎賽 | 國際挑戰賽 | 國際系列賽 | 未來系列賽 | 其他 |

| 2018-2026年 | 總決賽 | 超級1000賽 | 超級750賽 | 超級500賽 | 超級300賽 | 超級100賽 | 國際挑戰賽 | 國際系列賽 | 未來系列賽 | 其他 |

### 奧運會和世錦賽參賽紀錄
|          | 搭檔                  | 2010 | 2011 | 2012       | 2013 | 2014 | 2015 | 2016       | 2017 | 2018 | 2019  | 2020 | 2021 | 2022 | 2024       |
| -------- | --------------------- | ---- | ---- | ---------- | ---- | ---- | ---- | ---------- | ---- | ---- | ----- | ---- | ---- | ---- | ---------- |
| 女子雙打 | 瓦拉·古塔             | 16強 | 季軍 | 小組第三名 | －   | 32強 | 8強  | 小組第四名 | －   | －   | －    | －   | －   | －   | －         |
| 女子雙打 | 普拉迪亚·加德雷       | －   | －   | －         | 64強 | －   | －   | －         | －   | －   | －    | －   | －   | －   | －         |
| 女子雙打 | 斯基·雷迪             | －   | －   | －         | －   | －   | －   | －         | 32強 | 32強 | 32強  | －   | 16強 | 32強 | －         |
| 女子雙打 | 塔尼莎·克拉斯托       | －   | －   | －         | －   | －   | －   | －         | －   | －   | －    | －   | －   | －   | 小組第四名 |
|          |                       |      |      |            |      |      |      |            |      |      |       |      |      |      |            |
| 混合雙打 | 塔伦·科纳             | －   | －   | －         | 64強 | 32強 | －   | －         | －   | －   | －    | －   | －   | －   | －         |
| 混合雙打 | 苏密特·雷迪           | －   | －   | －         | －   | －   | －   | －         | 32強 | －   | －    | －   | －   | －   | －         |
| 混合雙打 | 萨维克赛拉吉·兰基雷迪 | －   | －   | －         | －   | －   | －   | －         | －   | 8強  | 64強1 | －   | －   | －   | －         |

1 賽前退賽